# Куклюк
Куклю́к (рос. Куклюк) — річка в Єлабузькому районі Татарстану, Росія, ліва притока Ум'яка.
Довжина річки становить 11 км. Бере початок на південь від села Черкасово, впадає до Ум'яка нижче села Шарберда. Висота витоку 138 м, висота гирла 61 м, похил річки 7 м/км.
На річці розташовані села Черкасово, Студений Ключ, Старий Куклюк, Мішка-Овраг, Нижній Куклюк.
За даними Федерального агентства водних ресурсів річка має такі дані:
- Код річки в державному водному реєстрі — 10010300612111100040646
- Код по гідрологічній вивченості — 111104064
- Код басейну — 10.01.03.006